# Freightliner (Royaume-Uni)
Pour les articles homonymes, voir Freightliner.

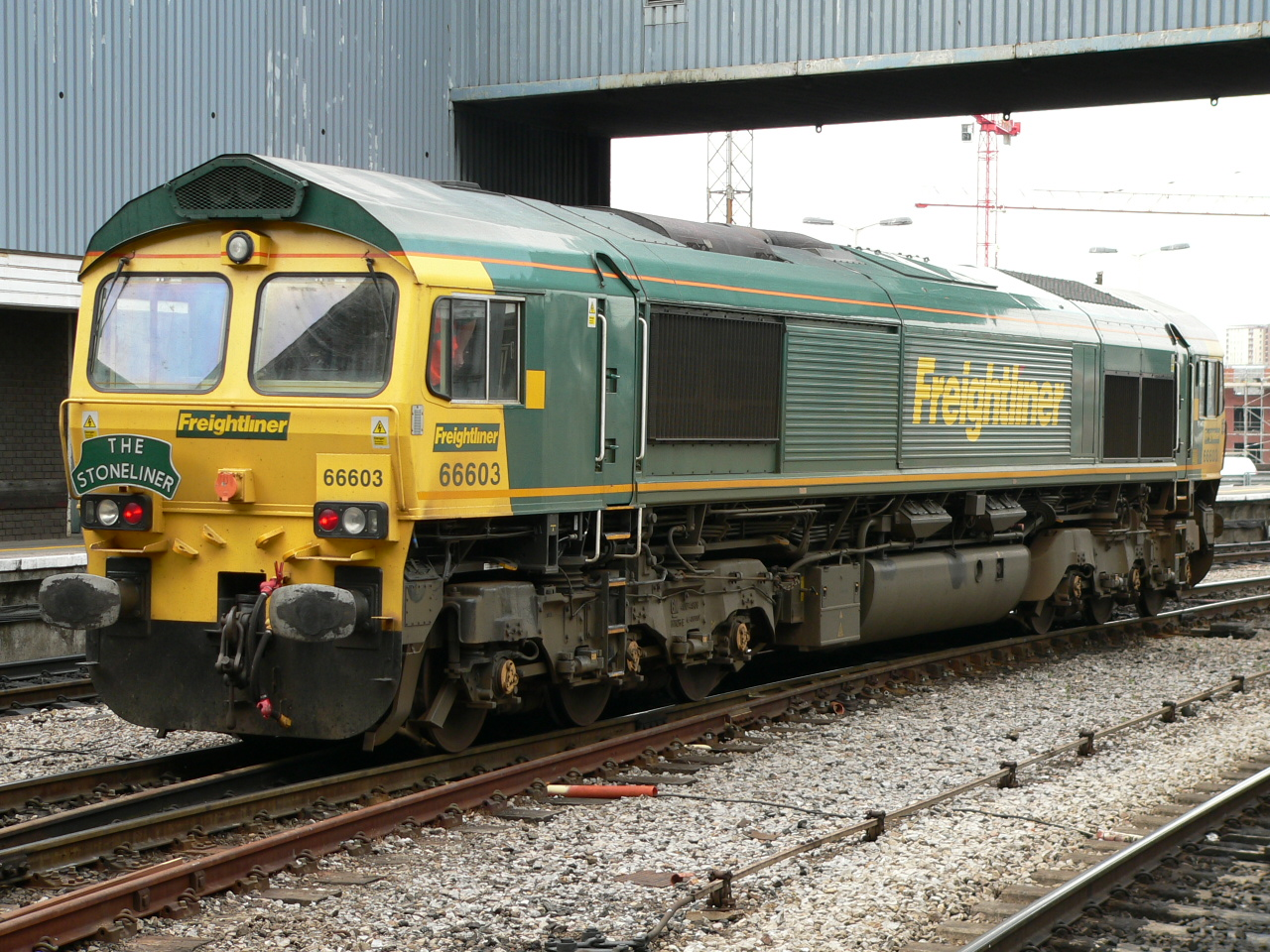
Locomotive Freightliner Class 66-6 diesel

Freightliner est une entreprise ferroviaire britannique, fondée en 1995. C'est le second exploitant du pays dans le transport ferroviaire de marchandises, après EWS.
Le groupe emploie environ 1 500 personnes et transporte un million de conteneurs (unités EVP) par an.

## Histoire
La société actuelle est née de la privatisation de l'activité transport intermodal des anciens BR, par l'intermédiaire d'un rachat du capital par ses cadres et employés. Spécialisée dans le transport de conteneurs et l'exploitation de terminaux spécialisés dans l'intermodal, la société s'est diversifiée en 1999 dans le transport de produits pondéreux en vrac (charbon, matériaux de construction...) en créant la division Freightliner Heavy Haul, qui remporta des marchés, pour le transport de ballast notamment, auprès du gérant de l'infrastructure Railtrack. Elle s'est réorganisée en 2001 en filialisant ses deux activités en formant deux sociétés autonomes, Freightliner Ltd et Freightliner Heavy Haul Ltd, au sein du groupe Freightliner Group.
À ses débuts, la société dut se débattre avec un parc de locomotives diesel hérité de British Rail, composé de modèles Classe 47, complété par des locomotives électriques Classe 86 et de plus récentes Classe 90. Pour améliorer son taux de fiabilité, Freightliners fit reconstruire, en 1997-1998, six locomotives Classe 47 par Brush Traction, Loughborough avec des moteurs General Motors et des alternateurs reconditionnés. Ces engins furent rebaptisés Classe 57. Six autres locomotives furent modernisées en 1999-2000.